# Symphorichthys spilurus
El pez pirata (Symphorichthys spilurus) es una especie de peces de la familia Lutjanidae en el orden de los Perciformes.

## Morfología
• Los machos pueden llegar a alcanzar los 60 cm de longitud total.

## Alimentación
Se alimenta de peces, crustáceos y moluscos.

## Hábitat
Es un pez de mar de clima tropical y asociado a los  arrecifes de coral que vive entre 5-60 m de profundidad.

## Distribución geográfica
Se encuentra desde las Islas Ryukyu hasta Nueva Caledonia, la Gran Barrera de Coral, Nueva Guinea,  Sulawesi, las Islas del Almirantazgo, Palau, Filipinas y Tonga.  También está presente en Australia Occidental.

## Pesca
El pez pirata se apunta en pesquerías de especies mixtas en toda su área de distribución. En áreas como Filipinas se sabe que hay sobrepesca, mientras que en otras, como Palau, la presión es menor. Los juveniles aparecen en el comercio de acuarios.